# 民主变革 (南苏丹)
民主变革（英語：Democratic Change，缩写为DC）是南蘇丹的一個政黨。该党成立于2009年6月，由蘇丹人民解放運動的一些成员建立，当时取名为苏丹人民解放运动—民主变革。2016年1月6日，改用现名。